# Darstellende Kunst
Die darstellende Kunst (englisch performing arts) ist Überbegriff für Formen der Kunst, deren Werke auf vergänglichen Darbietungen bzw. Darstellungen beruhen, in der Regel in Anwesenheit eines Publikums, ungeachtet der Tatsache, dass sich diese Werke heute aufzeichnen und beliebig oft wiedergeben lassen.
Traditionell wird die darstellende Kunst von den anderen grundlegenden Gattungen der Kunst Literatur, Musik und der Bildenden Kunst unterschieden, wobei insbesondere mit den beiden letzteren Überschneidungen bestehen.
Neben den Kerndisziplinen Theater, Kleinkunst und Tanz werden teilweise auch der Film und andere Formen der Medienkunst sowie die Aktionskunst zur darstellenden Kunst gezählt. Alternativ werden sie der Bildenden Kunst zugeordnet oder als eigenständige Kunstformen angesehen.
Aufgrund des vergänglichen Charakters der darstellenden Künste spricht man auch von ephemeren Künsten (deutsches Fremdwort ephemer ‚flüchtig‘, ‚vergänglich‘, von altgriechisch ἐφήμερος ephēmeros ‚nur einen Tag lang dauernd‘, ,vergänglich‘).
Die ausführenden Künstler werden auch als Darsteller bezeichnet, zu denen etwa Schauspieler, Tänzer, Kabarettisten, Komiker und Artisten gehören.
1901 wurde die Berufsvereinigung Internationale Artisten-Loge gegründet.

## Begriff
Die Zuordnung einzelner Kunstformen zur ephemeren Kunst bleibt auch in der Gegenwart bestehen. Dies geschieht ungeachtet der Tatsache, dass sich die meisten Werke der darstellenden Kunstgattungen heute konservieren, also aufzeichnen lassen. Ihr Wesen liegt in der Orientierung am Prozesshaften im Gegensatz zur Orientierung am Werk selbst im Sinne eines materiell greifbaren Kunstwerks. Im Unterschied zu den bildenden Künsten spricht man bezüglich der Ausübung der darstellenden Künste meist weniger von einem „Schaffen“, sondern von einer „Inszenierung“. Derjenige, der ein Werk inszeniert, in anderen Worten „in Szene setzt“ und somit die „Regie“ über die Darstellung führt, wird auch Regisseur genannt.

## Formen und Unterformen
Zu den darstellenden Künsten gehören insbesondere die zu den „Schönen Künsten“ gerechneten klassischen Formen, sowie zahlreiche moderne Ausdrucksformen und Genres, die sich im Grenzgebiet zu anderen Darbietungsformen befinden oder sich mit diesen überschneiden. Zu den Formen der darstellenden Kunst zählen insbesondere
- das Theater,
- der Tanz,
- die Medienkunst (Filmkunst, Videokunst und andere Kunstformen im Zusammenhang mit Neuen Medien) und
- die Konzeptkunst

mit ihren jeweiligen Unterformen, wobei die meisten Unterformen sowohl in Reinform als auch in Mischformen vorkommen können oder bereits per se Mischformen sind.

### Theater
- Klassisches Theater:
  - Sprechtheater/Schauspiel:
    - mit zahlreichen Unterformen (z. B. Komödie, Krimi, Melodram)

  - Musiktheater: insbesondere
    - Oper
    - Operette
    - Musical und
    - Singspiel

  - Bühnentanz, vgl. #Tanz

- Kleinkunst:
  - Chanson
  - Comedy
  - Erzählkunst
  - Figurentheater, z. B.:
    - Marionettentheater
    - Objekttheater

  - Kabarett
  - Pantomime
  - Rezitation (Lesung)
  - Schwarzes Theater
  - Stegreiftheater, Improvisationstheater
  - Varieté, Zirkus, Artistik, z. B.:
    - Jonglage
    - Zauberkunst
    - Akrobatik

### Tanz
Insbesondere
- Bühnentanz
  - (Klassisches) Ballett
  - Modern Dance bzw. Zeitgenössischer Tanz
- Eurythmie

### Medienkunst
Medienkunst gehört nicht zu den traditionellen Sparten der Bühnenkunst und wird teilweise zur Bildenden Kunst gerechnet oder als eigenständige Kunstform angesehen.
- Filmkunst
  - insbesondere die Gattung Spielfilm (inkl. Animations- und Avantgardefilmen)
    - mit zahlreichen Genres (z. B. Western, Komödie, Krimis, Horrorfilm)
- Videokunst
- Klangkunst
  - neben den drei (Unter-)Formen der Klangkunst (Klangskulptur, Klanginstallation und Klangperformance)
  - die ephemeren Anteile der Musik, etwa im Konzert sowie
  - (in Teilen) die Kunst im Hörfunk, z. B. im Rahmen von
    - Hörspielen oder
    - Features
- Digitale Kunst/Computerkunst, z. B.:
  - Internetkunst
  - Digitale Poesie
  - Holografiekunst
  - Interaktive Installationen
  - Aspekte einiger Computerspiele

### Aktionskunst
Aktionskunst gehört nicht zu den traditionellen Sparten der Bühnenkunst und wird unter anderem aufgrund ihrer Ursprünge heute teilweise der Bildenden Kunst zugerechnet.
- Performance
- Happening
- Fluxus
- Prozesskunst
- Flashmob